# Chùa Từ Ân
Chùa Từ Ân còn có tên là Sắc Tứ Từ Ân Tự (敕賜慈恩寺), được xây dựng vào thế kỷ 18 ở khu vực Chợ Đũi, mà vị trí nằm trong Công viên Tao Đàn, thuộc Quận 1, Thành phố Hồ Chí Minh (Việt Nam) ngày nay . Khi quân Pháp đánh chiếm Gia Định, chùa Từ Ân thì bị đốt cháy. Về sau (1870), một ngôi chùa Từ Ân mới lại được dựng lên ở Phú Lâm (thuộc Quận 6, Thành phố Hồ Chí Minh ngày nay) để tiếp nối dòng đạo, đồng thời gìn giữ những hiện vật còn sót lại của ngôi chùa cũ.

## Lịch sử
Vào khoảng năm Giáp Ngọ (1744), Thiền sư Phật Ý-Linh Nhạc (1725-1821, là người đem chi phái Lâm Tế dòng đạo Bổn Nguyên vào miền Nam Việt Nam trước tiên), vâng lời thầy theo lớp người lưu dân từ Đồng Nai xuống phía Nam. Trên đường đi, nhà sư gặp một tăng sĩ không rõ họ tên, cùng lứa tuổi và họ đã kết thành huynh đệ. Đến nơi ở mới là làng Tân Lộc (có tư liệu viết là làng Hoạt Lộc hay xóm Chợ Đũi), hai nhà sư cùng khai phá rừng và dựng lên một am lá (khoảng năm 1744) thờ Phật. Vài năm sau, nhà sư vô danh kia tách ra lập am riêng, cách am cũ vài mươi mét, để tiện việc tu hành.
Đến năm Nhâm Thân (1752), Thiền sư Phật Ý-Linh Nhạc tu bổ am lá thành chùa, và đặt tên là chùa Từ Ân, với ngụ ý là "nhờ lòng từ bi và ân huệ của đức Phật mà bá tánh được bình an, tạo được cuộc sống ấm no và hạnh phúc nơi vùng đất mới". Cũng khoảng thời gian đó, nhà sư vô danh cũng tu bổ am lá trước đây thành chùa, và đặt tên là chùa Khải Tường, với ngụ ý là "mở rộng phước lành cho bá tánh" . Vì thế khi thực dân Pháp tiến chiếm Gia Định, họ gọi chùa Khải Tường là chùa Trước (pagode Avancée) còn chùa Từ Ân là chùa Sau.
Theo Đại Nam nhất thống chí của triều Nguyễn, thì lúc bấy giờ "chùa Từ Ân ở thôn Hòa Hưng, huyện Bình Dương, nhà chùa tráng lệ, cảnh trí u nhã"....
Sau một thời gian hoằng hóa, vị sư trụ trì ở chùa Khải Tường viên tịch, thiền sư Phật Ý-Linh Nhạc trụ trì luôn cả hai chùa. Do tài đức của thiền sư, mà hai tự viện trở nên có tiếng ở vùng Gia Định .
Trong giai đoạn chiến tranh giữa Tây Sơn với chúa Nguyễn Phúc Ánh, cả hai chùa từng là nơi ở của vị chúa này và đoàn tùy tùng (chùa Từ Ân là nơi dành cho chúa và quan quân, còn chùa Khải Tường là nơi dành cho các phi tần). Về sau nhớ ơn cũ, năm 1822 , vua Minh Mạng đã sắc phong chùa Từ Ân là "Sắc Tứ Từ Ân Tự".
Năm Tân Tỵ (1821), Thiền sư Phật Ý-Linh Nhạc viên tịch tại chùa Từ Ân, sau đó di cốt được đưa vào tháp trong khuôn viên chùa. Nghe tin sư huynh của mình là Thiền sư Phật Ý-Linh Nhạc mất, Thiền sư Thiệt Thành-Liễu Đạt (khi ấy đã là Tăng cang chùa Thiên Mụ ở Huế từ năm 1817), vội vàng xin vua từ nhiệm để trở về làm trụ trì Từ Ân, tức ngôi chùa cũ của mình. Năm 1823, Thiền sư Thiệt Thành-Liễu Đạt tự thiêu vì không muốn sợi dây tình ái trói buộc với một vị Hoàng cô (chị vua Gia Long, pháp danh là Tế Minh-Thiên Nhật), vốn là một cư sĩ đã từng học đạo với sư.
Tiếp nối, Thiền sư Tế Chánh-Bổn Giác lên thay thầy làm trụ trì, sau đó là Thiền sư Tế Tín-Chánh Trực . Trong thời vị sư này làm trụ trì, chùa Từ Ân và chùa Khải Tường đều lâm nạn binh đao bởi quân Pháp đến đánh chiếm. Theo tài liệu thì chùa Khải Tường bị quân Pháp chiếm làm đồn; còn chùa Từ Ân thì bị đốt cháy sau khi các nhà sư ở đây rút chạy và "chỉ kịp đem cất giấu một số món đồ, nhờ vậy mà chùa Từ Ân ở gần chợ Gạo (Phú Lâm) ngày nay còn được một số hiện vật kỷ niệm" 

## Chùa Từ Ân mới (sơ lược)
Trải bao thăng trầm của lịch sử, năm Canh Ngọ (1870), một ngôi chùa Từ Ân mới đã được dựng lên ở Phú Lâm (thuộc Quận 6, Thành phố Hồ Chí Minh ngày nay) để tiếp nối dòng đạo, đồng thời gìn giữ những hiện vật còn sót lại của ngôi chùa cũ. Hiện còn khá nhiều bức hoành và câu đối từ các nơi đem đến hiến cúng nhân ngày lạc thành chùa đã minh chứng cho điều ấy. Lúc bấy giờ, là thời của Hòa thượng Như Bằng-Thanh Ấn làm trụ trì.
Mặc dù chùa Từ Ân mới có kiến trúc khá khiêm tốn so với trước đây, nhưng bên trong hiện vẫn còn lưu giữ được khá nhiều hiện vật quý, đó là:
-Hai bức hoành phi chạm gỗ, sơn son thiếp vàng: một đề là "Sắc Tứ Từ Ân Tự" và hai đề là "Quốc Ân Khải Tường Tự" (được đem về đây sau khi cả hai ngôi chùa đều bị nạn đao binh dưới thời Pháp thuộc).
-Các bài vị chạm khắc gỗ của các vị Tổ sư, trong số ấy, có cả những bài vị dành cho các vị Tổ khai sáng dòng đạo Bổn Nguyên từ Trung Quốc truyền sang. Đặc biệt, ở đây còn có bài vị của Hoàng cô bên bài vị của Thiền sư Thiệt Thành-Liễu Đạt.
-Hàng trăm quyển kinh, luật, luận bằng chữ Hán và chữ Nôm của các thế kỷ trước. Trong số kho tàng đó, qúi giá nhất là bộ sách Ngũ gia tông phái ký toàn tập do Tăng cang chùa Thiên Mụ là Tiên Giác-Hải Tịnh chứng minh vào năm 1875. Đây là bộ sách (gồm 3 quyển) đầu tiên đề cập đến Phật giáo ở Gia Định và Nam Bộ.
Ngoài ra, ở đây còn có khá nhiều bức hoành phi và câu đối của các chùa từ nhiều nơi dâng tặng nhân ngày lạc thành chùa (1870), v.v...

## Cống hiến
Vào giai đoạn đầu của cuộc khai phá vùng đất Gia Định, chùa Từ Ân (và chùa Khải Tường) đã góp phần mang lại sự ổn định và phát triển tín ngưỡng Phật giáo tại vùng đất mới, qua sự có mặt khá sớm và gần như tiêu biểu nhất của mình tại vùng đất này.
Và cũng từ ngôi chùa này, các nhà sư đã đem Phật pháp đi hoằng hóa khắp các nơi, như Đồng Nai, Tây Ninh, Thuận Hóa, lục tỉnh,...Nên không lạ gì vào những năm dưới triều vua Gia Long và Minh Mạng, nhiều vị thiền sư ở đây đã được mời ra kinh đô, được vào cung giảng đạo, được phong chức Tăng cang, được giao trụ trì chùa Thiên Mụ, chùa Giác Hoàng...ở Huế. Có thể kể đến mấy vị như: Thiệt Thành-Liễu Đạt (sau làm Tăng cang chùa Thiên Mụ), Tổ Đạt-Trí Thâm (sau làm trụ trì chùa Khải Tường), Tổ Ấn-Mật Hoằng (sau làm trụ trì chùa Đại Giác ở Đồng Nai), Tổ Tông-Viên Quang (sau làm trụ trì chùa Giác Lâm), Tiên Giác-Hải Tịnh (sau làm Tăng cang chùa Thiên Mụ), v.v...Tất cả cho thấy chùa Từ Ân quả là một "cái nôi", là một "trung tâm Phật giáo" ở Gia Định và của lục tỉnh vào buổi ấy....

## Trùng tên
Ở Thành phố Hồ Chí Minh, còn có một ngôi chùa Từ Ân khác, tọa lạc ở số 28-30 đường Hùng Vương, quận 11. Ngôi chùa này được xây dựng vào năm 1957, sau đó Hòa thượng Hoằng Tu đã cho trùng tu và mở rộng vào năm 1967 và những năm gần đây. Đây là ngôi chùa Phật giáo của người Hoa, thuộc dòng Tào Động, không phải là ngôi cổ tự đã nói trong bài.

## Sách tham khảo chính
- Thích Thanh Từ, Thiền sư Việt Nam. Thành hội Phật giáo TP. Hồ Chí minh xuất bản năm 1992.
- Nguyễn Hiền Đức, Lịch sử Phật giáo Đàng Trong. Nhà xuất bản Thành phố Hồ Chí Minh, 1995.
- Võ Văn Tường, Những ngôi chùa nổi tiếng Việt Nam, Nhà xuất bản Văn hóa-Thông tin, 1994.
- Các bài viết trong sách Hội thảo khoa học 300 năm Phật giáo Gia Định-Sài gòn-TP. Hồ Chí Minh" (gọi tắt là "Hội thảo"), Nhà xuất bản TP.Hồ Chí Minh, 2002, gồm:

-Thiền Hòa tử Huệ Chí, "Buổi đầu của Phật giáo Gia Định-Sài Gòn".
-PTS. Trần Hồng Liên,"Vai trò của chùa Từ Ân trong sự phát triển văn hóa Phật giáo Gia Định".
-Huỳnh Ngọc Trảng, "Những ngôi cổ tự đã mất ở Gia Định xưa".
-Nguyễn Quảng Tuân, "Kiến trúc của các ngôi chùa xưa nay".
-Thích Thiện Nhơn, "Sự đóng góp về giáo dục Phật học của Phật giáo Gia Định-Sài Gòn- TP. HCM 300 năm".